# Karyizawa Yonex Open 2013
Il Karyizawa Yonex Open 2013 è stato un torneo di tennis facente parte della categoria ITF Women's Circuit nell'ambito dell'ITF Women's Circuit 2013. Il torneo si è giocato a Karuizawa in Giappone dal 20 al 26 maggio 2013 su campi in erba e aveva un montepremi di $25,000.

## Vincitrici

### Singolare
Eri Hozumi ha battuto in finale  Junri Namigata con il punteggio di 7–6(5), 6–3.

### Doppio
Shiho Akita /  Sachie Ishizu hanno battuto in finale  Miki Miyamura /  Erika Takao con il punteggio di 7–5, 7–6(8).